# Браккенгайм
Браккенгайм (нім. Brackenheim) — місто в Німеччині, знаходиться в землі Баден-Вюртемберг. Підпорядковується адміністративному округу Штутгарт. Входить до складу району Гайльбронн.
Площа — 45,74 км2. Населення становить 16 086 ос. (станом на 31 грудня 2020).